# Indus
Der Indus (Sanskrit सिन्धु Sindhu, Urdu سندھ Sindh) ist mit 3180 km der längste Fluss auf dem indischen Subkontinent und wichtigster Strom Pakistans. Er entsteht im westlichen Tibet, durchquert Kaschmir und fließt durch Pakistan in das Arabische Meer. An seinem Oberlauf sind verschiedene Gebiete zwischen China, Indien und Pakistan umstritten. Er ist ein diarheischer Fluss.

## Flussverlauf
- Karte mit allen Koordinaten:
- OSM |
- WikiMap

Der Indus entsteht im Transhimalaya im Autonomen Gebiet Tibet der Volksrepublik China in einer Höhe von ca. 5300 m aus den von Gletscherbächen gespeisten Seen Rexicuo und Zabu Tso nordöstlich des heiligen Berges Kailash. Er trägt in China den amtlichen Namen Sēn gé cáng bù (chinesisch 森格藏布, tibetisch སེང་གེ་གཙང་པོ Wylie seng ge gtsang po).
Er fließt zunächst nach Norden, bis er bei der nach ihm benannten Stadt Sênggê Zangbo (auch Shiquanhe genannt) im Kreis Gar langsam nach Westen abbiegt. Kurz vor dem Dorf Zhaxigang mündet sein anderer Quellfluss, der Gar Zangbo, aus dem Gebiet westlich des Kailash. Bei Demchok in 4200 m Höhe erreicht der Sênggê Zangbo die Line of Actual Control zwischen China und Indien.
Kurz darauf beginnt er im Unionsterritorium Ladakh, das bis 2019 eine Division des indischen Bundesstaates Jammu und Kashmir war, den Himalaya zu durchbrechen. Er fließt an dem 3000 m hoch gelegenen Leh vorbei, nimmt den gleich viel oder mehr Wasser führenden Zanskar auf, fließt weiter in nordwestlicher Richtung nach Gilgit-Baltistan in Pakistan, wo er an der Einmündung des Gebirgsflusses Darchan Gah seinen nördlichsten Punkt erreicht. In einer engen Kurve wendet er sich nach Süden. Rund 20 Kilometer weiter mündet der Gilgit von rechts. Der Indus fließt dann direkt auf den Nanga Parbat zu und in einer 4500 bis 5000 m tiefen Schlucht in westlicher Richtung an ihm vorbei, bevor er sich endgültig nach Süden wendet und den an der Südflanke des Himalaya in 446 m Höhe gelegenen Tarbela-Stausee (254 km²; 13,69 km³) erreicht.
Nachdem er die Hochgebirgsregion verlassen hat, durchquert er zunächst die Potwar-Hochebene zwischen den Städten Peschawar und Faisalabad und dann das Tiefland des Punjab. Nur der westliche Teil des „Fünfstromlandes“ Punjab mit den Flüssen Satluj, Chanab, Jhelam und Ravi gehört zu dem in Pakistan liegenden Einzugsgebiet des Indus. Der fünfte große Fluss, der Beas, mündet bereits auf indischem Hoheitsgebiet in den Satluj. Satluj und Chenab vereinigen sich westlich von Bahawalpur zum Panjnad, der kurz darauf in den Indus mündet. Niedrige, doab genannte Erhebungen trennen die flachen Schwemmlandtäler der punjabischen Flüsse voneinander. Südlich der Panjnad-Mündung durchquert der stark mäandrierende Indus eine breite Aufschüttungsebene im Südpunjab und in der Region Sindh. Dort bildet er unterhalb von Hyderabad ein Delta von 7800 km² und mündet anschließend in das Arabische Meer. In seinem Mittellauf ist der Fluss Grundlage für umfangreiche Bewässerungsanlagen für die Landwirtschaft. Dort wird das größte landwirtschaftliche Bewässerungsgebiet der Erde durch eine Vielzahl von Staustufen und Kanälen versorgt. Im Mittel- und Unterlauf mäandert der Fluss sehr stark. Ein Vertrag zwischen Indien und Pakistan (Indus-Wasservertrag 1960) regelt die Wasserversorgung. Die Menge des geführten Wassers schwankt stark wegen des Monsunregens.

## Talsperren
In Tibet gibt es am Sênggê Zangbo drei Talsperren:
- Eine Talsperre rund 100 km Luftlinie unterhalb des Zabu Tso (⊙)
- die Talsperre des Ngari Reservoir bei der Stadt Sênggê Zangbo (⊙)
- die Talsperre bei dem Dorf Zhaxigang (⊙)

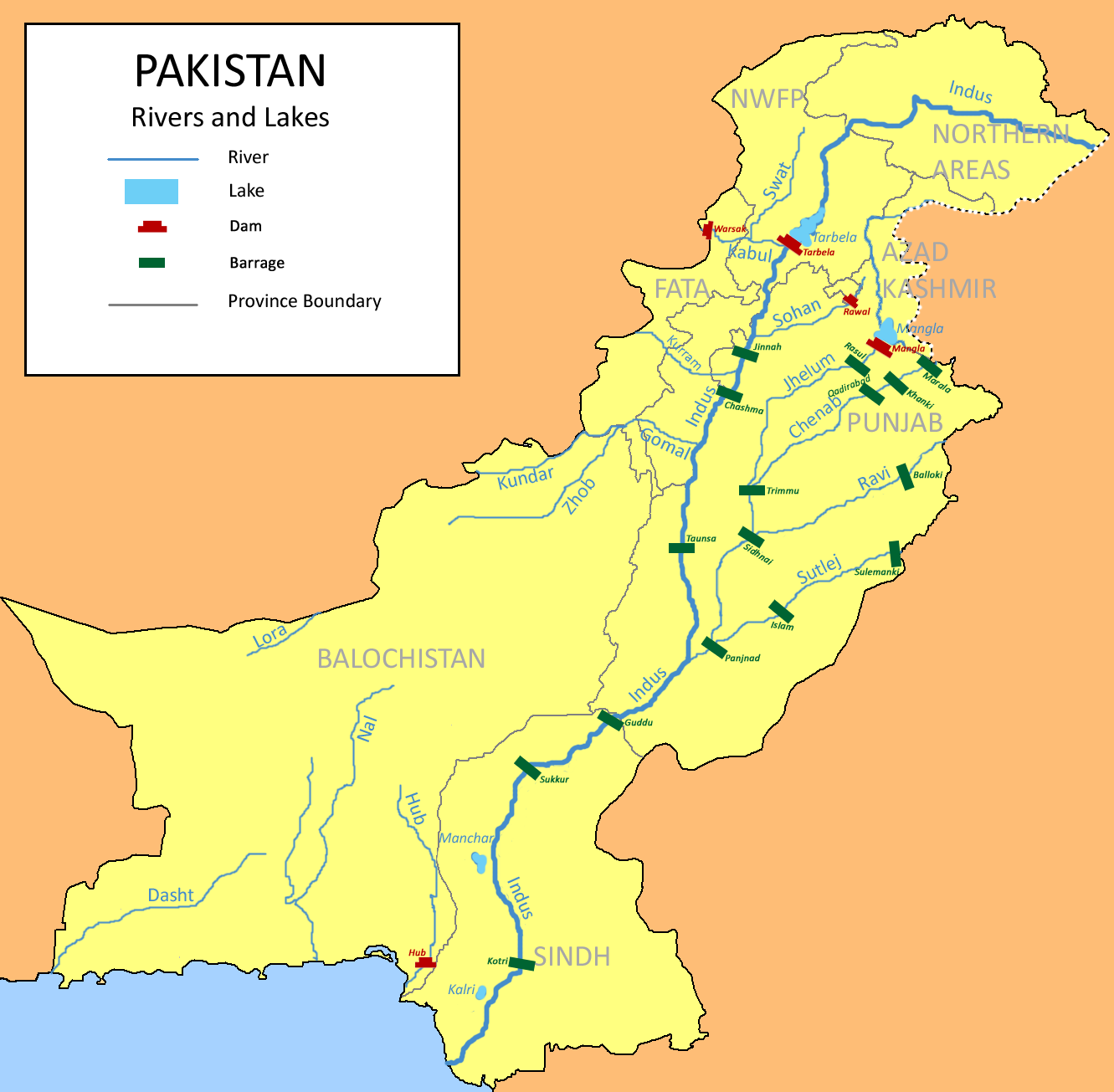
Talsperren und Staustufen in Pakistan

In Pakistan gibt es am Indus folgende Talsperren und Staustufen (flussabwärts sortiert):
- Diamer-Basha-Talsperre (im Bau)
- Tarbela-Talsperre
- Jinnah Barrage[3]
- Chasma Barrage
- Taunsa Barrage
- Guddu Barrage
- Sukkur Barrage
- Kotri Barrage
- Sindh Barrage (geplant)[4]

## Etymologie
Der Name „Indus“ geht über Vermittlung des Altgriechischen, genauer: des Ionischen Dialekts, der den Laut „h“ nicht kannte (Ἰνδός Indos) und Altpersischen (Hinduš) auf das Sanskrit-Wort सिन्धु sindhu mit der Bedeutung „Fluss“ zurück. Vom Namen des Flusses ist auch die Bezeichnung „Indien“ abgeleitet. Der Name des Indus in den südasiatischen Sprachen (z. B. Urdu سندھ Sindh) leitet sich hingegen direkt aus der Sanskrit-Form her. Auch die am Unterlauf des Indus gelegene Provinz Sindh hat ihren Namen nach dem Fluss erhalten.

## Geschichte
Die frühe Indus-Kultur im Tal des Indusflusses, eine der ältesten Zivilisationen der Welt, wird auch Indus-Zivilisation genannt. Der Indus markiert die äußerste östliche Grenze des Reiches von Alexander dem Großen. Mit seinem Heer zog er den Indus hinab.
Unter anderem 2010 und 2022 kam es am gesamten Flussverlauf zu Überschwemmungen.